# Antoine Groschulski
Anton ou Antoine Groschulski, né le 8 septembre 1938 à Czernice (Pologne), et décédé le 31 juillet 2018 à Strasbourg est un footballeur franco-polonais. Il évoluait au poste d'attaquant.

## Biographie
Antoni Grochulski joue principalement en faveur du Racing Club de Strasbourg et du FC Nancy.
Il réalise sa meilleure saison en 1962/1963, où il inscrit 20 buts en Division 1.

## Palmarès
- Champion de France de Division 2 en 1966 avec le Stade de Reims
- Meilleur buteur de Division 2 en 1965 avec 22 buts

## Statistiques
- 173 matchs et 78 buts en Division 1
- 107 matchs et 67 buts en Division 2